# Anjes Tjarks
Antes Tjarks (Hamburgo, 12 de Março de 1981) é um político alemão, filiado ao partido Aliança 90/Os Verdes e, desde 2011 é membro de Parlamento da cidade de Hamburgo.